# Cáliz de Ardagh

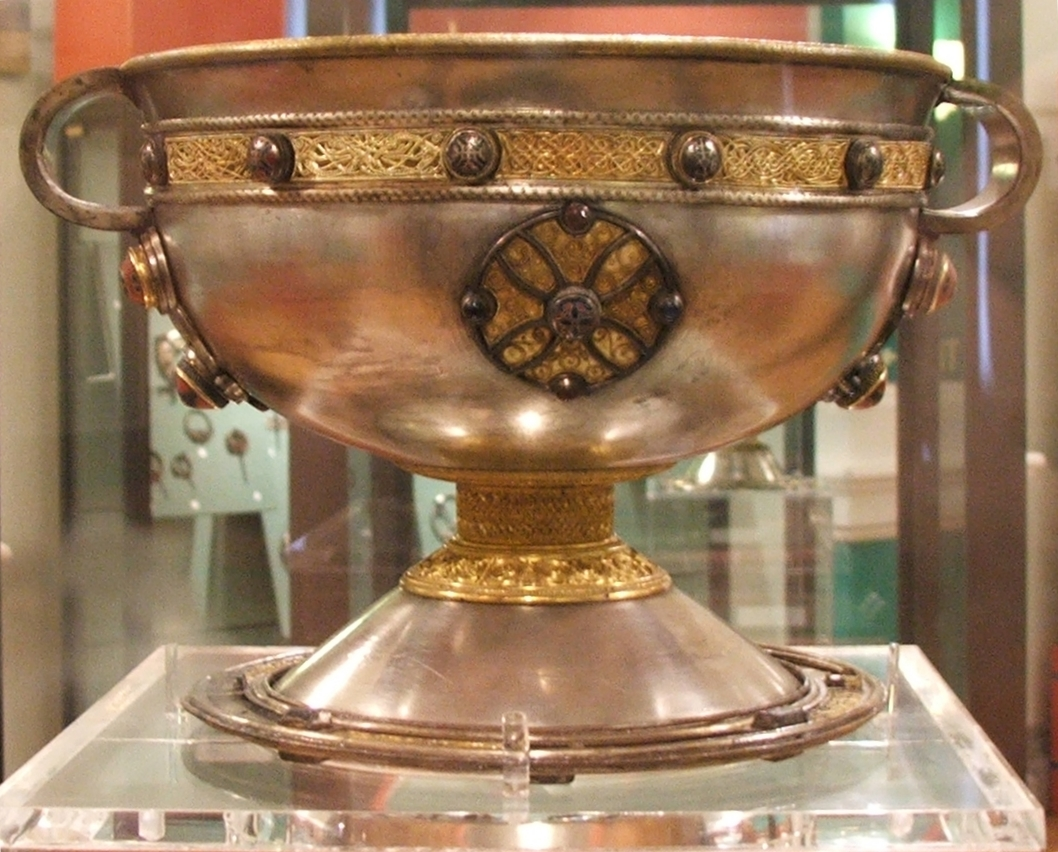
Imagen del cáliz de Ardagh, Edad Media, Museo Nacional de Irlanda de Dublín.

Ubicación del Condado de Limerick respecto a Irlanda.

El cáliz de Ardagh es un cáliz fabricado en el siglo VIII d. C. durante la Alta Edad Media irlandesa, considerado una obra maestra del arte hiberno-sajón y una pieza icónica del arte medieval irlandés.

## Historia
El cáliz fue hallado por dos jóvenes llamados Jim Quinn y Paddy Flanagan en el año 1868, junto una taza de bronce y cuatro fíbulas ornamentales, mientras cavaban en un campo de patatas cercano al rath, (muro de piedra de una fortificación) llamado Reerasta, en la localidad de Ardagh, en el Condado de Limerick, Irlanda.
El cáliz y las otras piezas halladas estaban ocultadas únicamente por una losa de piedra, por lo que todo parece indicar que la persona que los enterró allí quería recuperarlas poco tiempo después de que hubieran sido enterradas.

## Características
- Técnicas: Martillado, grabado, filigrana, fundición a la cera perdida e incrustación.
- Materiales: malaquita, plata, oro, bronce dorado, cristal, latón, estaño y esmalte.
- Altura: 17,8 centímetros.
- Diámetro: 19,5 centímetros.

## Conservación
Dicha joya celta se encuentra expuesta de forma permanente en el Museo Nacional de Irlanda de Dublín.